# Монктонський університет
Монкто́нський університе́т (фр. Université de Moncton — Універсіте́ де Монкто́н) — франкомовний університет розташований у місті Монктон у провінції Нью-Брансвік (Канада). Має філіали у містах Едмундстон та Шиппаган.
Нараховує коло 5000 студентів, більшість з яких — етнічні акадійці.

## Історія
Університет утворено у 1963 році, внаслідок об'єднання 6 коледжів, зокрема Коледжу Сен-Жозеф (фр. Collège Saint-Joseph), Коледжу дю Сакре-Кьор де Bathurst (фр. Collège du Sacré-Cœur de Bathurst) і Коледжу Сен-Луї д'Едмундстон (фр. Collège Saint-Louis d'Edmundston).
На початку це була суто католицька установа, ректором якої був Отець Клеман Кормьє (фр. Père Clément Cormier). Але за три роки після утворення, у 1966, університет став світським.

## Цікаві факти
У 2000-ні роки в університеті вчилася донька президента Малі.